# Église Saint-Georges de Saint-Georges-d'Oléron
L’église Saint-Georges est une église paroissiale située à Saint-Georges-d'Oléron, dans le département de la Charente-Maritime. 

## Histoire
L'église est édifiée à partir du XIIe siècle et remaniée aux XIIIe (chevet), XVe (transept et chœur) et XVIIe (pignon). 
L’église faisait partie des possessions de l’abbaye de la Trinité de Vendôme
L'église est classée au titre des monuments historiques par arrêté du 27 août 1931.

## Galerie de photos

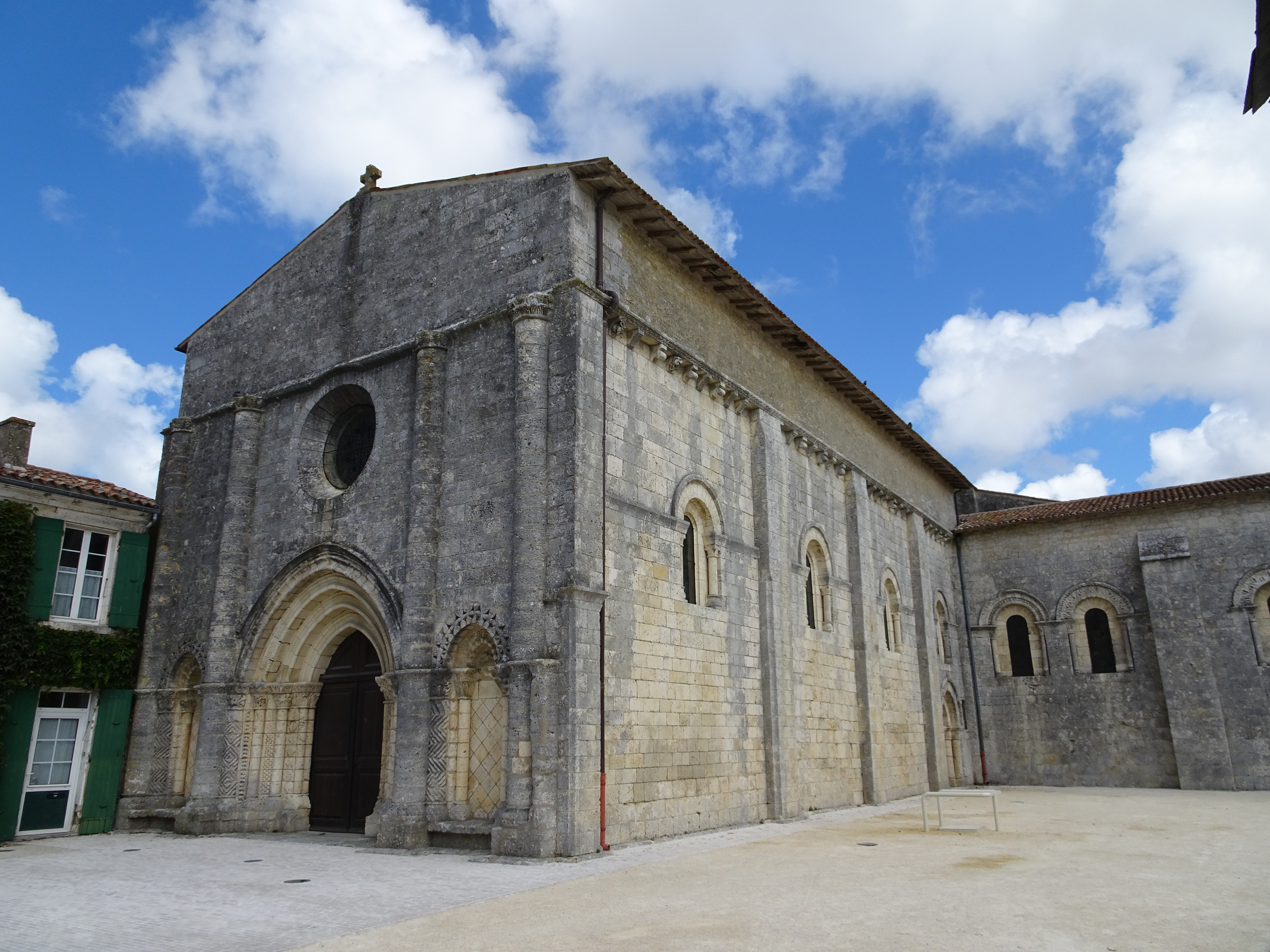
Église Saint-Georges.
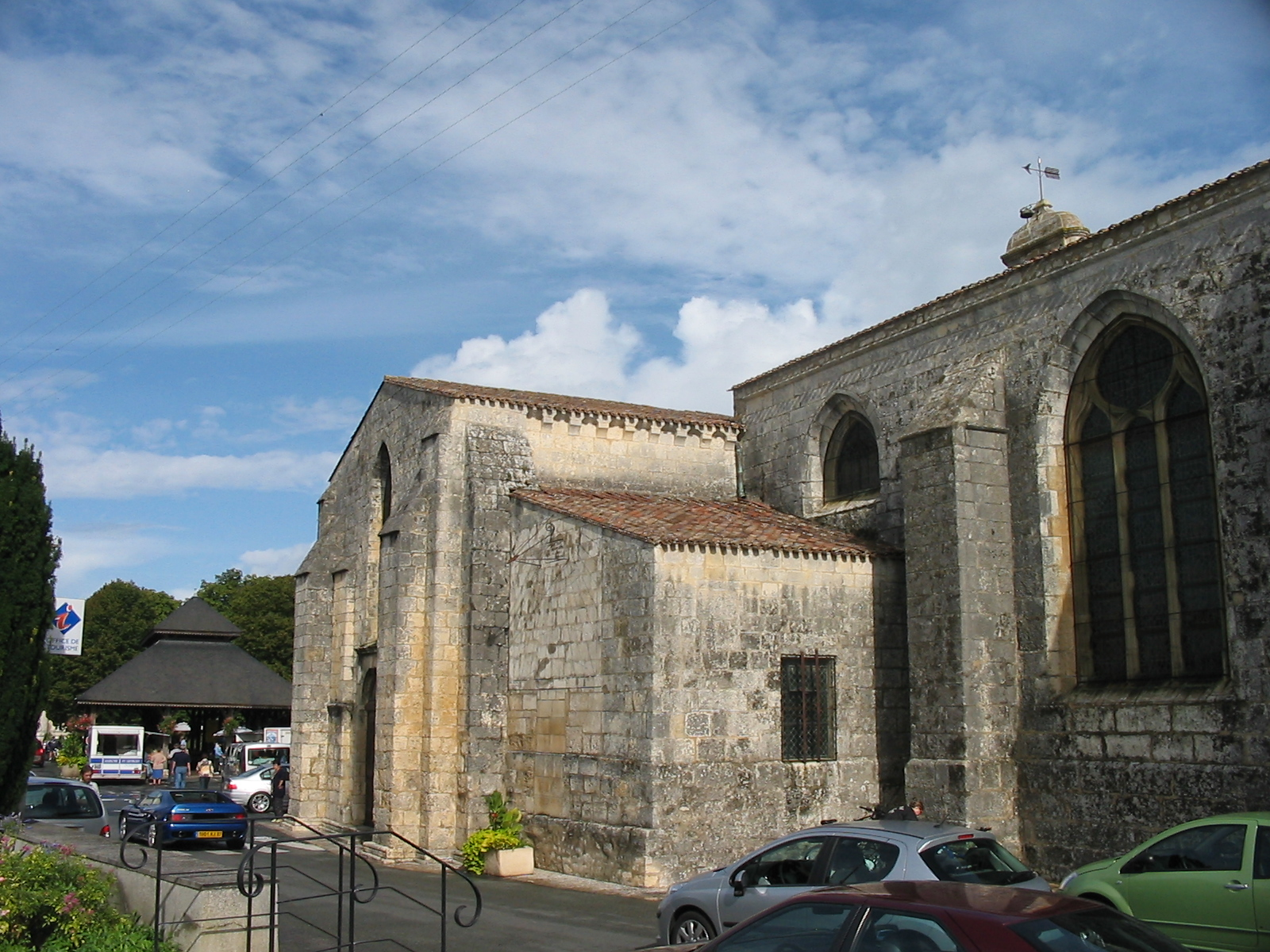
L'église et au second plan la halle.
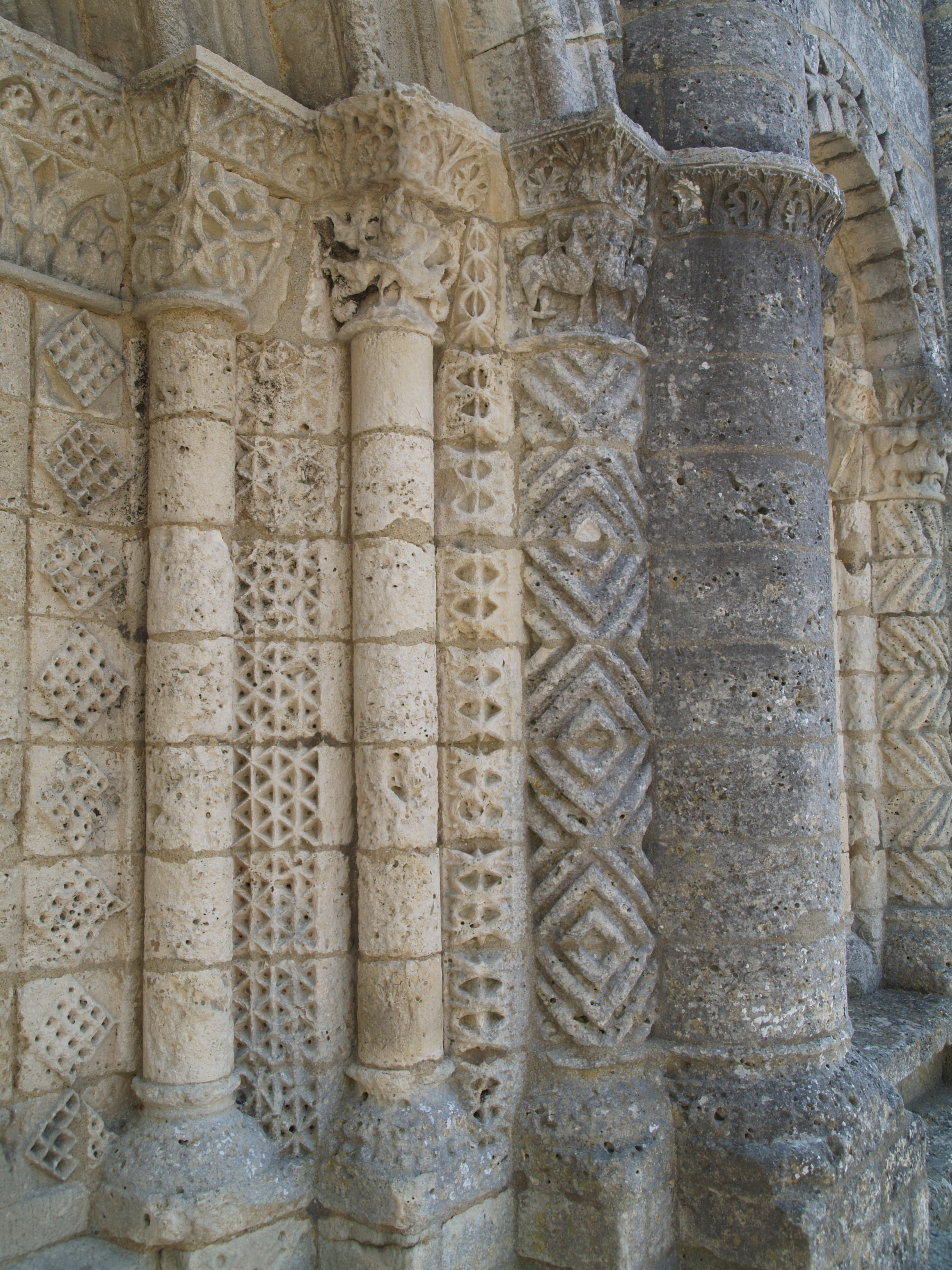
Détail des piliers du portail de l'église.
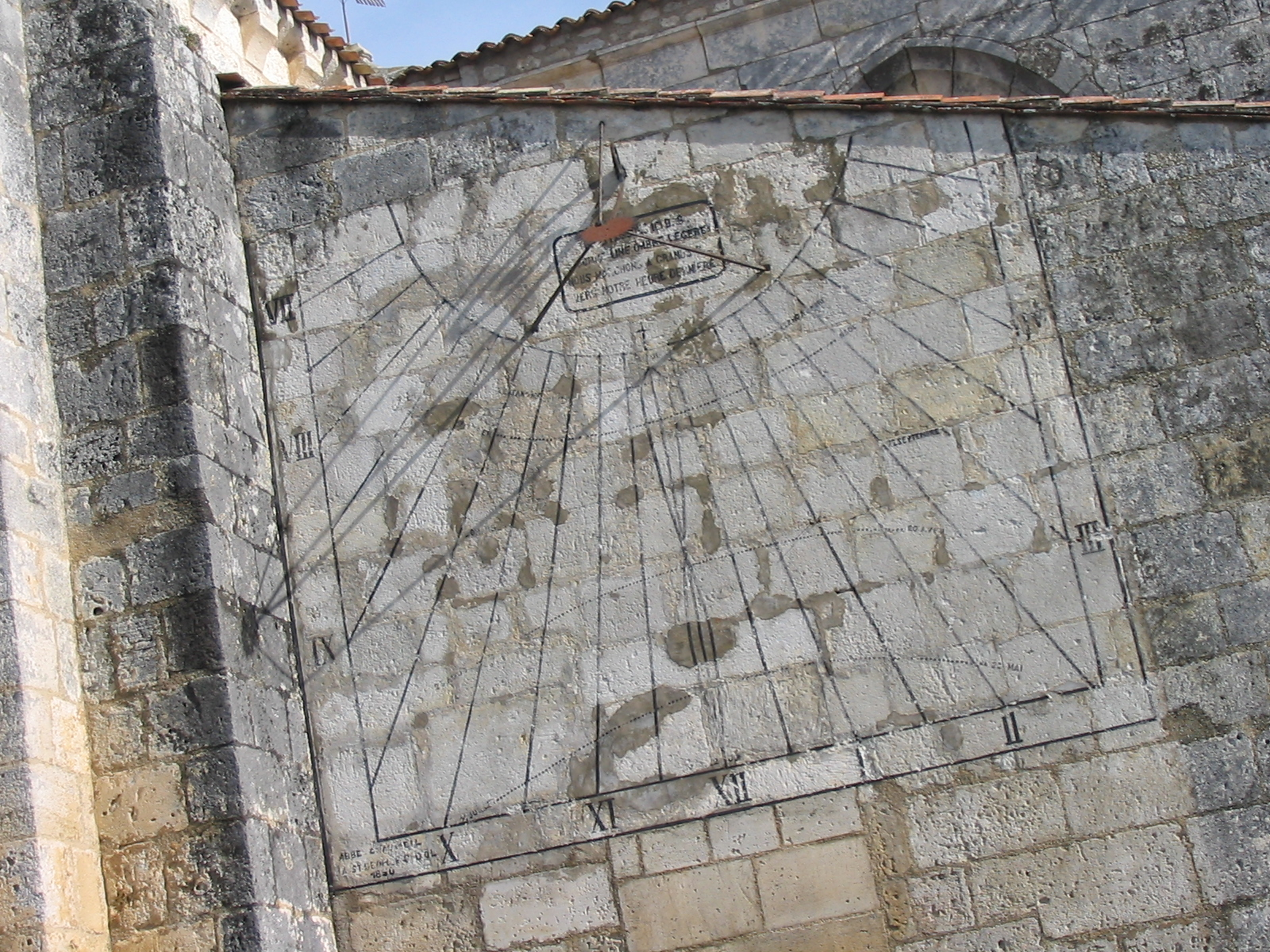
Cadran solaire de l'église.
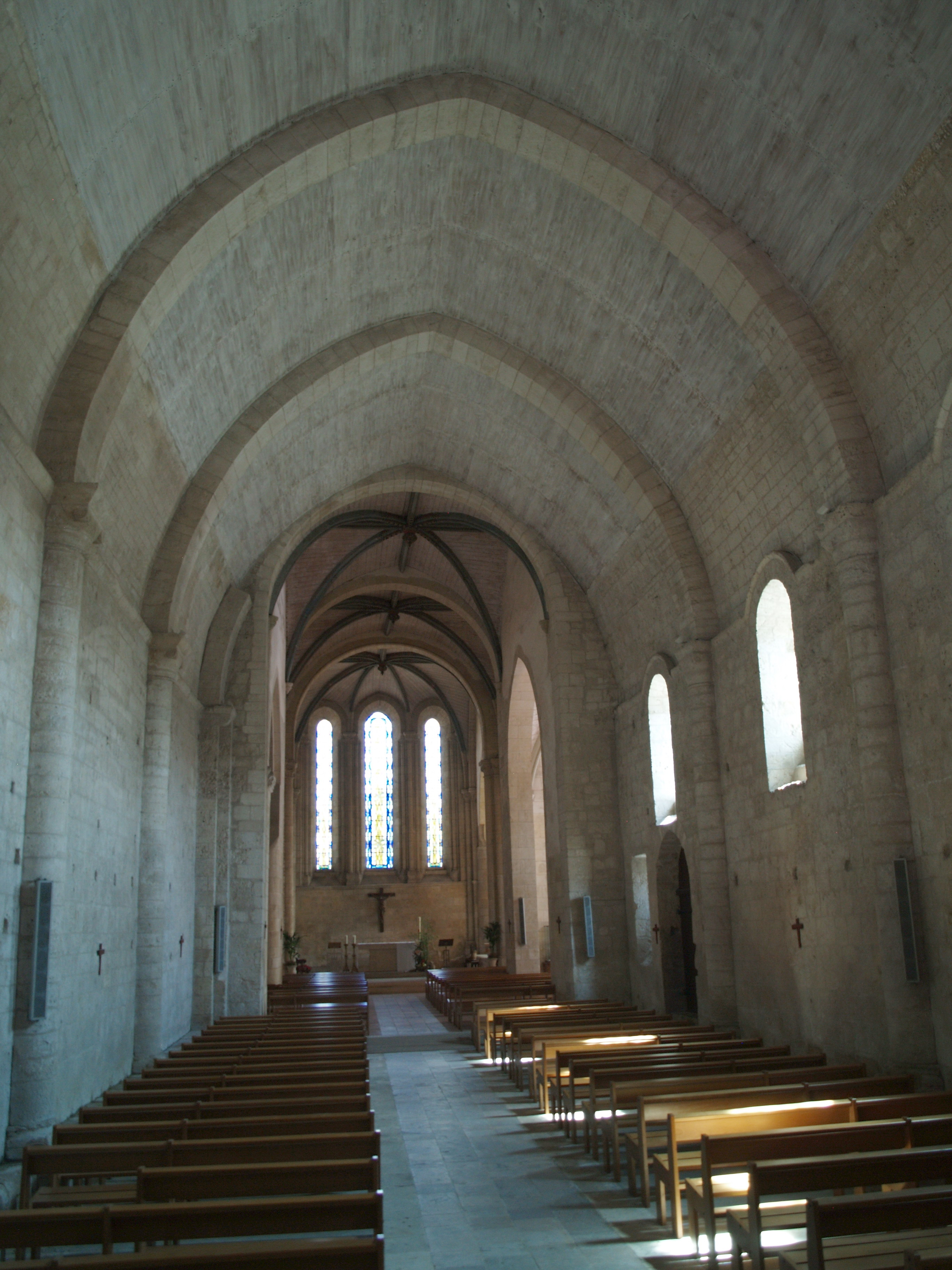
La nef de l'église.
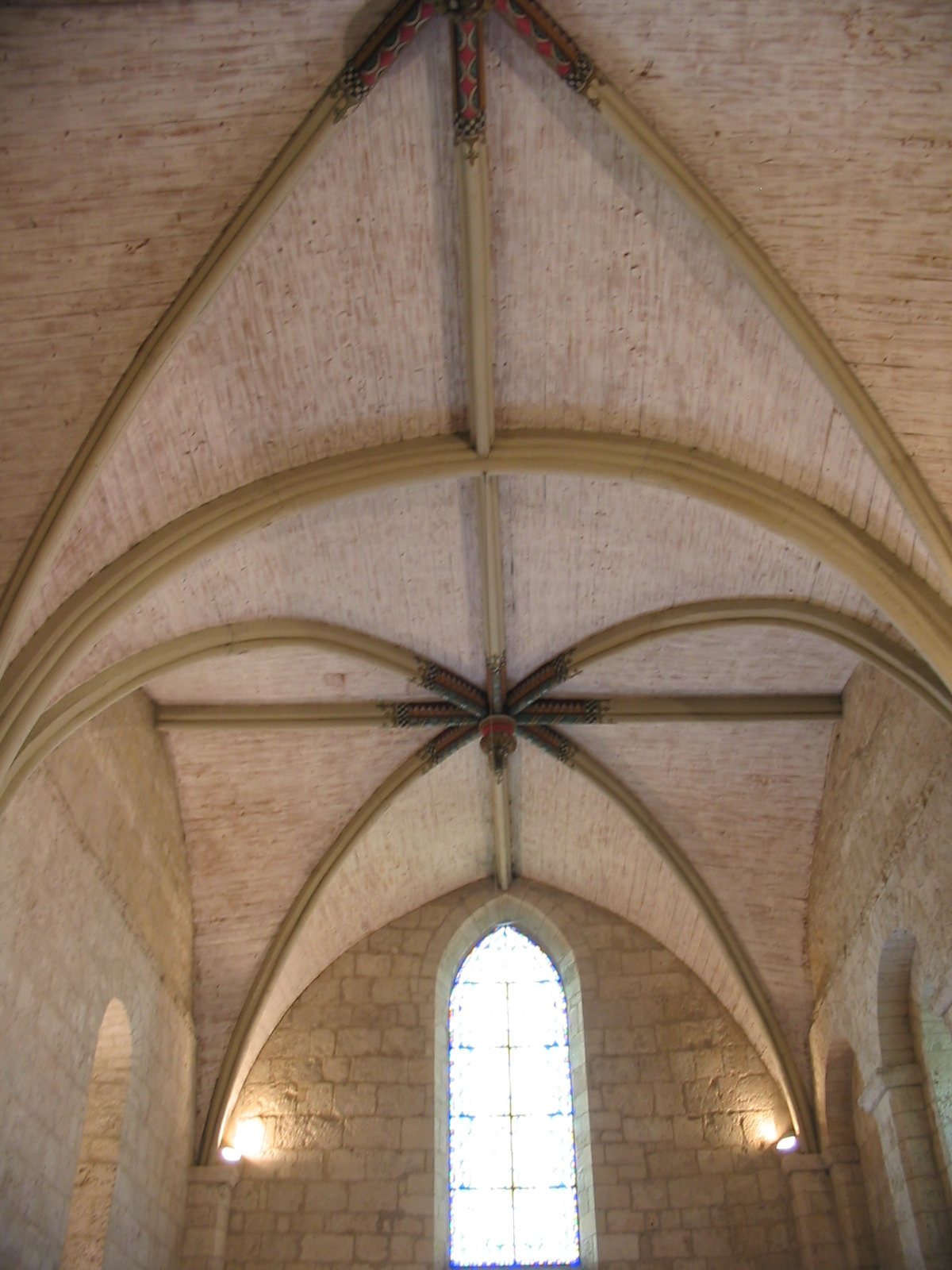
Croisée d'ogives et décors polychromes de l'église.